# トム・ファーン
トム・ファーン（Tom Fahn、1962年4月30日 - ）は、アメリカ合衆国の男性声優、俳優。ニューヨーククイーンズ区出身。別名はトム・チャールズ (Tom Charles)、マーヴィン・リー(Marvin Lee)。

## 概要
カリフォルニア州立大学ロングビーチ校を舞台芸術の学士号を取得し卒業。声種はバリトン。
妻は声優のドロシー・エリアス＝ファーン。父親はジャズドラマー。兄はジャズトロンボーン奏者のマイケル・ファーン。弟は声優のジョナサン・ファーン。妹も声優でメリッサ・ファーン

## 出演作品

### テレビアニメ
1997年
- ストリートファイターII V※マンガ・エンターテイメント版

1998年
- ふしぎ遊戯

1999年
- serial experiments lain
- デジモンアドベンチャー（アグモン、ズドモン）
- バトルアスリーテス大運動会（パンク）

2000年
- アークザラッド（ジュエラー）
- 課長王子（佐藤）
- デジモンアドベンチャー02（アグモン、ディグモン）
- トライガン（フランク・マーロン）

2001年
- カウボーイビバップ（ロコ・ボナーロ）
- THE ビッグオー（ユージーン・グラント）
- デジモンテイマーズ（ジジモン）

2002年
- 風まかせ月影蘭（松吉）
- コスモウォーリアー零（トチロー）
- デジモンフロンティア（エアドラモン、ナノモン、ケンタルモン、プテラノモン）
- マシュランボー（ハクバー）

2003年
- GTO（武藤、ニュースレポーター）
- BRIGADOON まりんとメラン（警察官）

2004年
- 旋風の用心棒（男）
- 京極夏彦 巷説百物語（平八）
- 天地無用! GXP（アラン）
- はじめの一歩（沖田佳吾）
- ママレード・ボーイ（学生C）

2005年
- 今日からマ王!（ヨザック）
- ボボボーボ・ボーボボ（鼻くそ2）

2006年
- BLEACH（小島水色）

2007年
- デジモンセイバーズ（早瀬翼）
- NARUTO -ナルト-（木ノ葉の暗部、モヤ忍アニキ）

2010年
- 結界師（月地ヶ岡真彦）

2016年
- HUNTER×HUNTER（第2作）（ブハラ）

2017年
- ジョジョの奇妙な冒険 スターダストクルセイダース（J・ガイル）
- ドラゴンボール超（ピラフ）※バングズーム! エンタテイメント版

2019年
- 盾の勇者の成り上がり（イドル）

### 劇場アニメ
1994年
- 王立宇宙軍 オネアミスの翼

1998年
- Red Hawk - Weapon of Death

2000年
- Digimon: The Movie[3]（アグモン、ディグモン）

2001年
- BLOOD THE LAST VAMPIRE（教師）

2002年
- 機動戦士ガンダム 第08MS小隊 ミラーズ・リポート

2005年
- デジモンアドベンチャー02 ディアボロモンの逆襲（アグモン）

2006年
[* アイス・エイジ2（牛）
2015年
- デジモンアドベンチャー tri.（2015年 - 2018年、アグモン） - 6作品

2020年
- 二ノ国
- デジモンアドベンチャー LAST EVOLUTION 絆（アグモン）

### OVA
1992年
- 強殖装甲ガイバー（深町晶）
- 超時空要塞マクロスII -LOVERS AGAIN-（マルドゥーク軍司令官）

1993年
- アウトランダーズ（若槻哲也）
- ジャイアントロボ THE ANIMATION -地球が静止する日（フランケン・フォン・フォーグラー博士）※USレンディション版
- マグマ大使（ニュースキャスター）

1995年
- アミテージ・ザ・サード（レポーター）
- 超時空世紀オーガス02（ガンナー1）
- ブラックマジック M-66
- マクロスプラス

1996年
- 楽勝!ハイパードール（レポーター）

1997年
- ブラック・ジャック（村人）

1998年
- BASTARD!! -暗黒の破壊神-（ニンジャ）
- バトルアスリーテス大運動会（コメンテーター）

1999年
- 機動戦士ガンダム0083 STARDUST MEMORY

2004年
- キカイダー01 THE ANIMATION（レポーター）

### ゲーム
1998年
- ブレイヴフェンサー 武蔵伝

2002年
- デジモンテイマーズ バトルエボリューション（アグモン）

2009年
- Watchmen: The End Is Nigh

2010年
- CrimeCraft: Bleedout（パイロット、他）

### 特撮
1994年
- パワーレンジャー（ハイエナデビルの声）※ノンクレジット

1996年
- バーチャル戦士トゥルーパーズ（トルーパー・ターミネーターの声、ドリーム・マスターの声）
- ビッグ・バッド・ビートルボーグ（ファイヤーキャットの声）※トム・チャールズ名義

1997年
- パワーレンジャー・ターボ（デーモンレーサーの声、デーモン・レーサー・クローンの声、エビルウィッシャーの声、ノクターン伯爵の声）※ノンクレジット

1999年
- パワーレンジャー・ロスト・ギャラクシー（グリーンシャークの声、カメリアックの声）

### 実写映画
1988年
- フランケンシュタイン桃色病院（ザック）

1989年
- The Vineyard（ビッダー）
- On the Edge（野球選手）

1991年
- 過ぎゆく夏（その他の声）

1995年
- デコイ（トラッカー1）

1999年
- The Incredible Genie（ジーニー）
- スティグマータ 聖痕（MTAの男）

2000年
- Fast Food（デニーロ）

2004年
- 私たちは一体全体何を知っているというの!?（様々な声）

### テレビ映画
2003年
- おとぼけスティーブンス一家 ザ・ムービー（ガッチャの父親）

### テレビドラマ
1997年
- ビバリーヒルズ青春白書（バッド・コミック1）

1999年
- サブリナ（客2）

### 吹き替え
2014年
- ヴィオレッタ（ラファ・パーマー）